# Patrice Luzi
Patrice Luzi (Ajaccio, 8 juli 1980) is een Franse betaald voetballer die functioneert als doelman. Hij speelde voor onder meer AS Monaco, Liverpool, Excelsior Moeskroen, Sporting Charleroi en Stade Rennais.

## Carrière
- AS Monaco (jeugd)
- 1999-2001: AS Monaco
- 2001-2002: AC Ajaccio
- 2002-2005: Liverpool
- 2005-2006: Excelsior Moeskroen
- 2006-2007: Sporting Charleroi
- 2007- 2010: Stade Rennais